# Marquesado de la Ribera del Sella
El marquesado de la Ribera del Sella es un título nobiliario español creado el 23 de junio de 2003, por el rey Juan Carlos I, a favor de Antonio Durán Tovar, empresario, presidente de Dragados.

## Denominación
Su denominación hace referencia a la ribera del río Sella, que discurre entre las provincias de León y Asturias.

## Carta de Otorgamiento
El título se le concedió por: 

«La extraordinaria contribución de don Antonio Durán Tovar al progreso e internacionalización del sector español de la construcción, así como al desarrollo personal y profesional de los trabajadores, unida a su gran preocupación por la seguridad y prevención laboral, merecen ser destacadas especialmente, por lo que, queriendo demostrarle Mi Real aprecio,...»

## Armas
De merced nueva. En campo de oro, una banda, de azur, engolada en dragantes de sinople, acompañada de una cruz asturiana y un león, ambos de gules; bordura de gules cargada de dieciséis bezantes de oro. Lema: «Ora et labora».

## Marqueses de la Ribera del Sella
|                            | Titular                    | Periodo                    |
| Creación por Juan Carlos I | Creación por Juan Carlos I | Creación por Juan Carlos I |
| -------------------------- | -------------------------- | -------------------------- |
| I                          | Antonio Durán Tovar        | 2003-2012                  |
| II                         | Enrique Durán López        | 2013-actual titular        |

## Historia de los marqueses de la Ribera del Sella
- Antonio Durán Tovar (Oviedo, 2 de noviembre de 1911-Madrid, 5 de julio de 2012[3]), I marqués de la Ribera del Sella.[4]

Casó en 1935,  en Madrid, con María Luisa López Jamar (1913-26 de mayo de 1999) y tuvo dos hijos y tres hijas: José Antonio Durán López, casado con Paloma Ripollés Díaz; Enrique Durán López; María Luisa Durán Lópe, casada con Francisco Javier Ramos Esteve; Cristina Durán López, casada con Enrique Giménez-Arnau Torrente; y María de la Soledad Durán López, casada con José Romero Comas. Le sucedió, el 16 de enero de 2013, su segundo hijo:
- Enrique Durán López (1938-), II marqués de la Ribera del Sella.[6]

Casó con María de la Gloria Carredano García.